# 南园酒家
南园酒家位于中国广州市海珠区前进路，与泮溪酒家、北园酒家并称“广州三大园林酒家”。

## 沿革
1958年兴建，1963年7月开业，占地面积约1万平方米，有4500平方米园林绿化，以经营粤菜、潮菜为主。
1990年代中叶开始走下坡，1997年被评为“国家特级酒家”，至2004年4月20日停业。其后被广州幸运楼饮食集团接管，于2005年7月26日重新开业，营业面积增加三分之一 。